# 503
503（五百三、ごひゃくさん）は自然数、また整数において、502の次で504の前の数である。

## 性質
- 503は96番目の素数である。1つ前は499、次は509。
  - 約数の和は504。
- 18番目の安全素数である。1つ前は479、次は563。
- 26番目の 8n − 1 型の素数であり、この類の素数は x2 − 2y2 という形で表せるが、503 = 292 − 2 × 132 である。1つ前は487、次は599。
- 22番目のオイラー素数である。(503 = 212 + 21 + 41) 1つ前は461、次は547。
- 503 = 503 + 0 × i (iは虚数単位)
  - a + 0 × i (a > 0) で表される51番目のガウス素数である。1つ前は499、次は523。
- 50…03 の形の最小の素数である。次は5003。ただし挟まれた数は無くてもいいとすると最小は53。(オンライン整数列大辞典の数列 A177120)
- 503 = 100 × 5 + 3
  - n = 5 のときの 100n + 3 の形で表せる3番目の素数である。1つ前は103、次は1103。(オンライン整数列大辞典の数列 A101780)
- 503 = 23 + 33 + 53 + 73
  - 異なる4つの素数の立方数の和で表せる最小の素数である。次は1709(= 23 + 33 + 73 + 113)。
  - 連続素数の立方数の和で表せる数である。1つ前は160、次は1834。
  - 4連続素数の立方数の和で表せる最小の数である。次は1826。
  - 4つの正の数の立方数の和で表せる127番目の数である。1つ前は500、次は504。(オンライン整数列大辞典の数列 A003327)
  - 異なる正の数の4つの立方数の和1通りで表せる22番目の数である。1つ前は496、次は533。(オンライン整数列大辞典の数列 A025408)
  - n = 3 のときの 2n + 3n + 5n + 7n の値とみたとき1つ前は87、次は3123。(オンライン整数列大辞典の数列 A135168)
  - 素数 p = 3 のときの 2p + 3p + 5p + 7p の値とみたとき1つ前は87、次は20207。(オンライン整数列大辞典の数列 A098139)
- 1/503 は循環節の長さ502の循環小数になる。
  - 逆数が循環小数になる数で循環節が502になる最小の数である。次は1006。
  - 循環節が n −1 である巡回数を作る36番目の素数である。1つ前は499、次は509。
- 503番目の素数：3593
  - 602 = 3600以下の素数は503個ある。1つ前の592 = 3481までは487個、次の612 = 3721までは519個。
- 503 = 29 − 9
  - n = 9 のときの 2n − n の値とみたとき1つ前は248、次は1014。(オンライン整数列大辞典の数列 A000325)
    - 2n − n の形の3番目の素数である。1つ前は5、次は8179。(オンライン整数列大辞典の数列 A081296)
- 503 = 83 − 8 − 1
  - n = 8 のときの n 3 − n − 1 の値とみたとき1つ前は335、次は719。(オンライン整数列大辞典の数列 A126420)
    - n 3 − n − 1 の形の4番目の素数である。1つ前は59、次は719。(オンライン整数列大辞典の数列 A116581)
- 各位の和が8になる36番目の数である。1つ前は440、次は512。
  - 各位の和が8になる数で素数になる8番目の数である。1つ前は431、次は521。(オンライン整数列大辞典の数列 A062343)

## その他 503 に関連すること
- HTTPステータスコードではService (Temporarily) Unavailable ((一時的な)サービス利用不可) を表す。→HTTP 503
- エドウインのジーンズの商品シリーズ。
- 5月3日は国民の祝日憲法記念日である。
- BMW・503はBMWがかつて製産していたクーペおよびカブリオレ型のスポーツカー。
- 第501＝第503戦車連隊 (フランス軍)
- 第503輜重連隊 (フランス軍)
- 伊503
- 503空
- 503i
- 503番目の素数：3593
  - 1時間(3600秒以下)の中には素数秒は503個ある。